# Universidad de Viena
La Universidad de Viena (en alemán Universität Wien  y en latín  Alma Mater Rudolphina Vindobonensis) es una centenaria universidad pública austríaca.  Fue fundada en 1365 por Rodolfo IV, siendo —después de la Universidad de Praga— la segunda más antigua de las que se fundaron en el Sacro Imperio Romano Germánico. Actualmente cuenta con cerca de 91 000 estudiantes matriculados, lo que la convierte en la universidad más grande de Austria y del área germanoparlante y una de las más grandes de Europa en su conjunto. La Universidad de Viena está vinculada a 17 premios Nobel y ha albergado a numerosos académicos de gran relevancia histórica y académica.
Aunque ha dejado de ser una universidad con cobertura de todo el espectro del saber (desde que la Facultad de Medicina se separara en el año 2004 para constituirse como una entidad independiente: la Universidad de Medicina de Viena), su oferta de estudios continúa siendo muy amplia, con un total de 188 carreras. En la universidad trabajan 9400 colaboradores, de los cuales 6700 son investigadores, científicos y académicos.

## Orígenes y fundación
La universidad fue fundada el 12 de marzo de 1365 por Rodolfo IV, duque de Austria, de ahí el nombre de «Alma Mater Rudolphina». Tras la Universidad Carolina de Praga (1347) y la Universidad Jagellónica de Cracovia (1364), la Universidad de Viena es la tercera universidad más antigua de Europa Central y la más antigua del mundo germanoparlante contemporáneo; sigue siendo una cuestión de definición, ya que la Universidad Carolina de Praga también era germanoparlante cuando se fundó. Sin embargo, el Papa Urbano V no ratificó la escritura de fundación que había sido sancionada por Rodolfo IV, concretamente en lo relativo al departamento de teología. Esto se debió presumiblemente a la presión ejercida por Carlos IV, emperador del Sacro Imperio Romano Germánico, que deseaba evitar la competencia por la Universidad Carolina de Praga.
La Universidad de Viena es una de las universidades europeas creadas ex privilegio papal e imperial, es decir, con carta de fundación aprobada tanto por la máxima autoridad eclesiástica, en este caso el papa Urbano V, como por el emperador, Carlos IV. Cuando el duque Rodolfo IV de Austria comenzó sus gestiones con el papa Urbano V para obtener su venia para una universidad en Viena, Carlos IV intervino inicialmente negándose. Carlos IV temía que la nueva universidad ensombreciera la fama y el prestigio de la Universidad de Praga que había sido fundada en 1347. Sin embargo, ocurriría que tanto Viena, como las otras universidades nuevas fundadas en esta época (Cracovia, Heidelberg y Erfurt) en gran medida se nutrieron inicialmente de profesores de la Universidad de Praga para completar sus planteles docentes.
En busca de una salida de compromiso, Urbano V respondió a la petición de Rodolfo IV autorizando la fundación de la universidad, pero exigiendo que se excluyera la creación de una facultad de Teología. De este modo, quedaría garantizado el liderazgo de la Universidad de Praga en la región. Tras la muerte del fundador, se nombró como rector a Alberto de Sajonia, pero no contó con el apoyo de los hermanos de Rodolfo IV, Alberto III y Leopoldo III. Por un lado, eran ambos muy jóvenes aún para interesarse realmente en el asunto, y por otro, entraron en una vertiginosa lucha de poder tampoco favoreció el desarrollo de la Universidad en el primer período.  Recién en 1376, ya apaciguados los ánimos entre los duques y cuando la rectoría estaba a cargo de Johann von Randegg, el nuevo papa Urbano VI autorizó finalmente la creación de una facultad de teología y con ella se completó la oferta académica en Viena.

## Campus

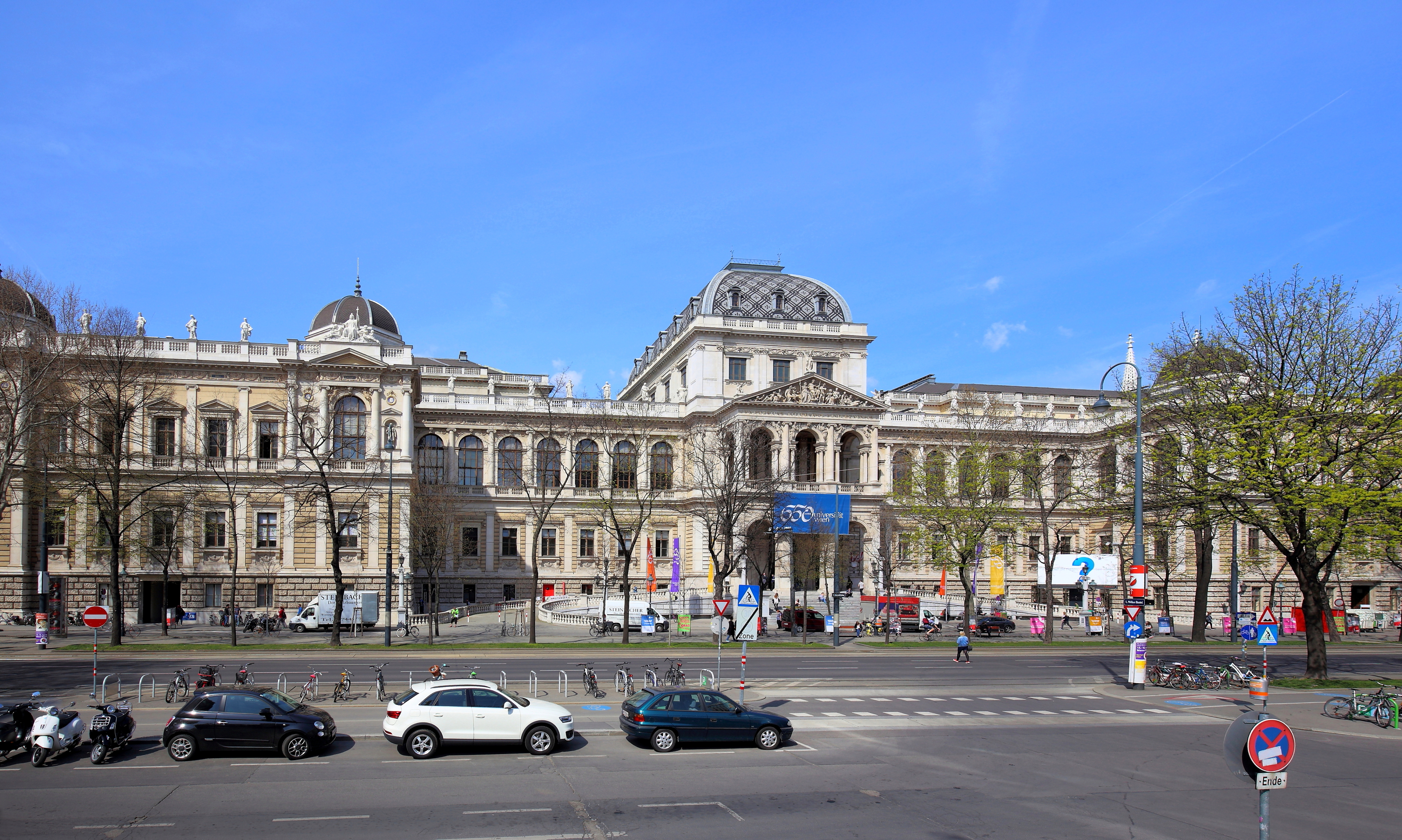
Edificio principal

La Universidad de Viena no tiene un único campus. Históricamente, la Universidad empezó a funcionar en el Primer Distrito, cerca de la Iglesia de los Jesuitas. En la actualidad, las instalaciones académicas ocupan más de sesenta emplazamientos repartidos por toda la ciudad de Viena. El histórico edificio principal de la Ringstraße constituye el centro de la universidad y se conoce comúnmente como "die Uni". La mayoría de las demás instalaciones y aulas universitarias de mayor tamaño se encuentran en las inmediaciones, en la zona de los distritos Primero y Noveno de Viena: el llamado nuevo complejo de aulas (Neues Institutgebäude, NIG), el complejo de aulas de la Althanstraße (UZA), el campus en los terrenos del Hospital General Histórico de Viena, la Facultad de Derecho (Juridicum) y otros. El Jardín Botánico de la Universidad de Viena tiene su sede en el Tercer Distrito, al igual que el Departamento de Bioquímica y los centros de investigación relacionados.
También cabe mencionar el Observatorio de Viena, que pertenece a la universidad, y el Instituto de Deportes Universitarios (USI), que ofrece posibilidades de formación y recreo a todos los estudiantes de la universidad. Además, la Universidad de Viena mantiene instalaciones fuera de Viena, en las provincias austriacas de Baja Austria, Alta Austria y Carintia. Se trata principalmente de departamentos de investigación y experimentación de Biología, Astrofísica y Deportes.

## Biblioteca

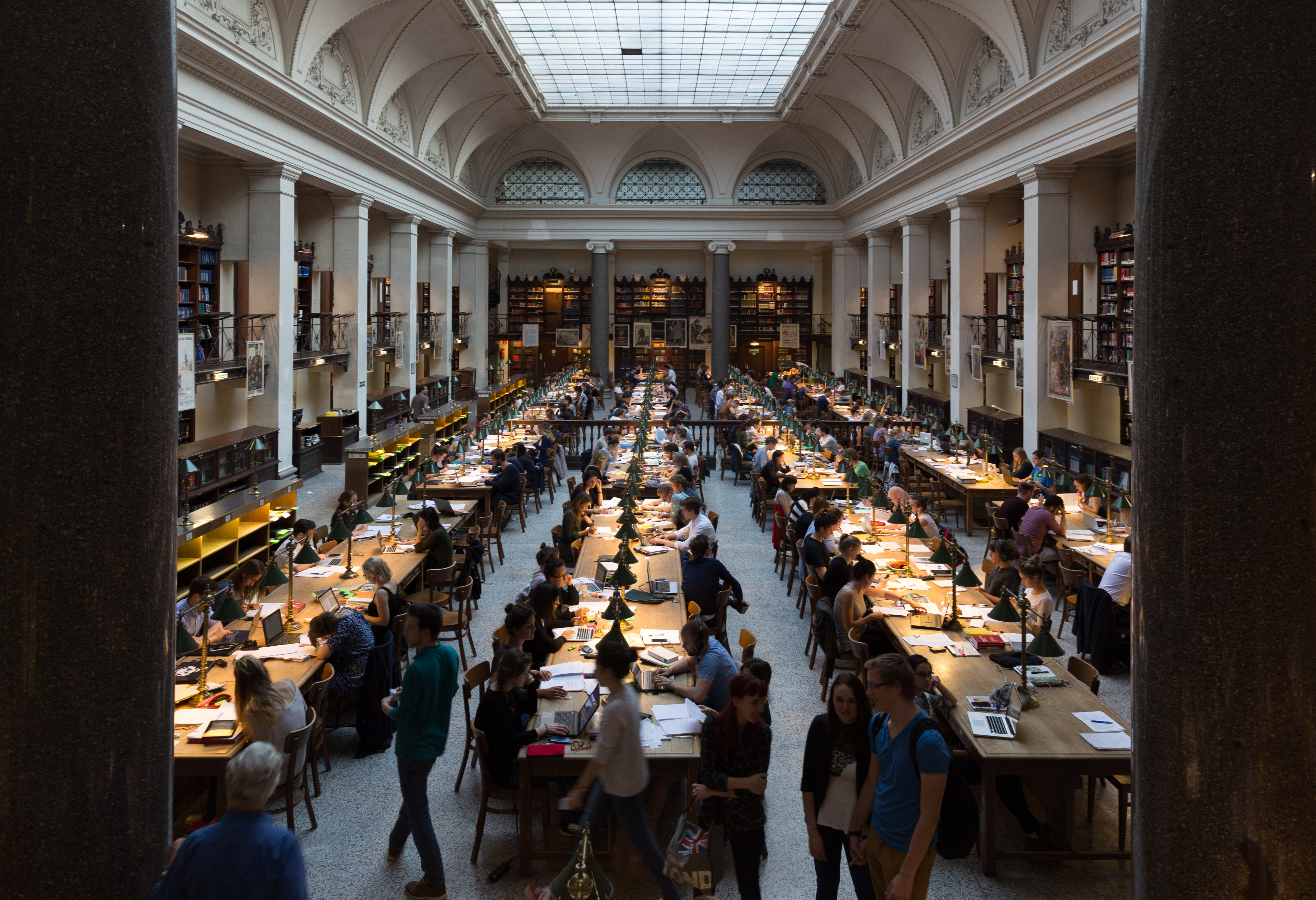
Sala de lectura de la biblioteca principal de la universidad.

La Biblioteca Universitaria de la Universidad de Viena está formada por la Biblioteca Central y las 50 bibliotecas departamentales repartidas por toda la ciudad. La responsabilidad principal de la biblioteca es hacia los miembros de la universidad; sin embargo, los 350 miembros del personal de la biblioteca también proporcionan acceso al público. El uso de los libros en las salas de lectura está abierto a todas las personas sin necesidad de identificación, que sólo se exige para sacar libros. El sitio web de la biblioteca proporciona acceso directo a información como revistas electrónicas, índices en línea y bases de datos.

### Datos (2021)
- Inventario de libros: 7.650.412 (de los cuales 2.900.936 pertenecen a la Biblioteca Principal)
- Revistas: 10.100 impresas, 80.000 revistas electrónicas
- Consultas de búsqueda en el catálogo en línea: 10,942,100
- Préstamos y renovaciones de libros: 3,604,707
- Libro más antiguo: Historia naturalis (1469), obra de Plinio el Viejo[7]

## Organización

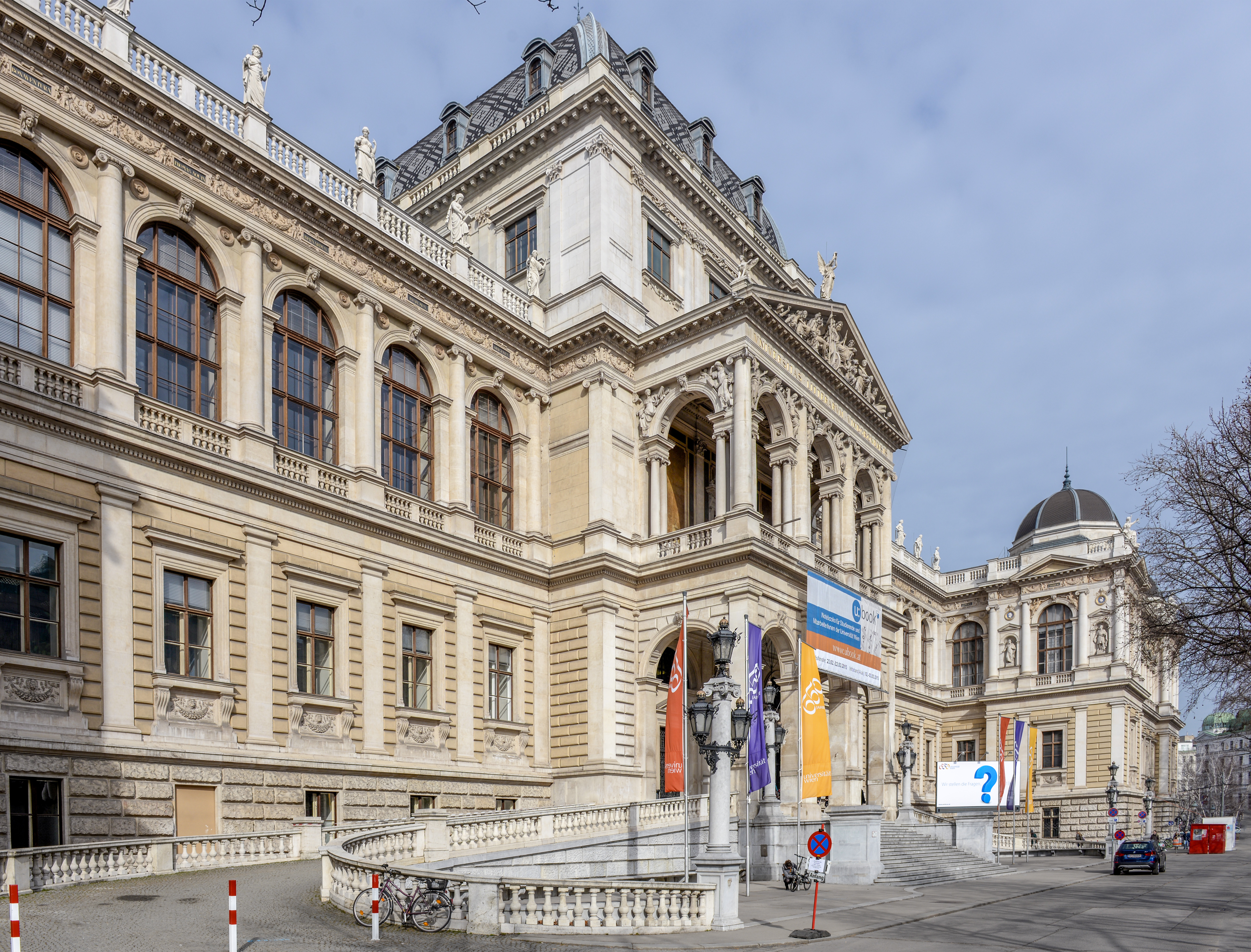
Fachada exterior del edificio principal.

La Universidad de Viena, como todas las universidades y academias de Austria, tenía un sistema de representación democrática. El poder en la universidad se dividía a partes iguales entre tres grupos: los estudiantes (el grupo más numeroso), los profesores noveles y los catedráticos. Todos los grupos tenían derecho a enviar representantes a los consejos de administración, que votaban sobre casi todos los asuntos. A partir de 2002, el gobierno de Austria, presidido por el canciller Wolfgang Schüssel, reformó el sistema universitario, transformando las instituciones en entidades jurídicas, pero también concentrando el poder en manos de los profesores titulares. La reforma introdujo también un consejo de administración y tasas de matrícula. En 2013, ascendían a unos 381 euros por semestre para los estudiantes de Austria, de la Unión Europea y algunos países no pertenecientes a la UE, mientras que los estudiantes de países desarrollados no pertenecientes a la UE suelen pagar el doble. Las reformas también separaron los departamentos de medicina en facultades independientes, como la Universidad de Medicina de Viena.

## Programas educativos

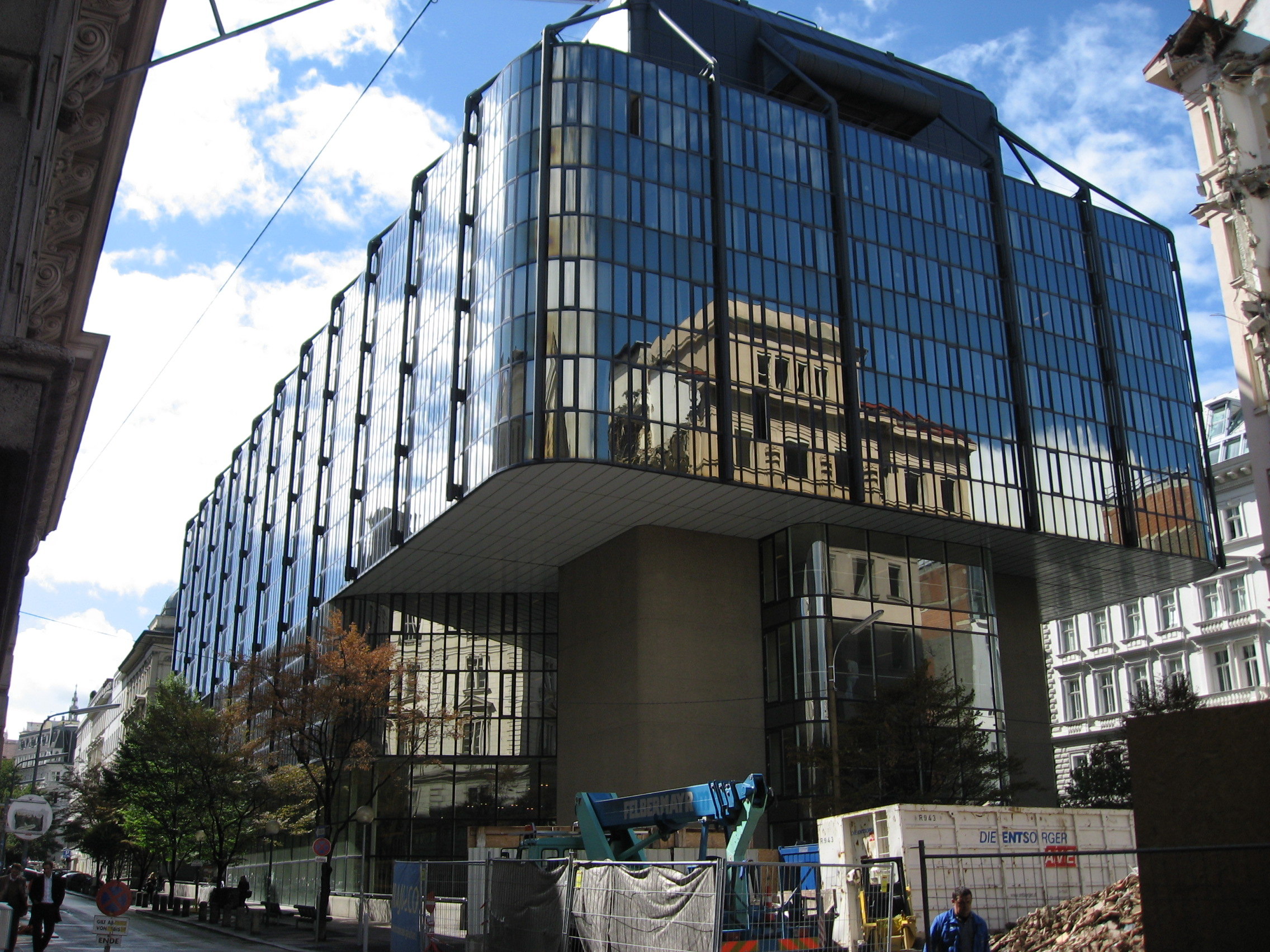
Edificio de la Facultad de Derecho.

Los estudiantes de la universidad pueden elegir entre 181 programas de licenciatura: 55 programas de licenciatura, 110 programas de máster, 3 programas de diplomatura y 13 programas de doctorado. En el año académico 2013/14, la universidad otorgó 7.745 primeros títulos (licenciaturas y diplomaturas), 1.424 títulos de máster y 568 títulos de doctorado. La universidad ofrece varios programas de máster en inglés, como economía cuantitativa, gestión y finanzas, ciencia-tecnología-sociedad, ciencias medioambientales, programa de máster interdisciplinar de Europa Central en ciencia cognitiva, máster europeo en salud y actividad física, lengua y lingüística inglesas, literatura y cultura anglófonas, economía y sociedad de Asia Oriental, economía, botánica, ecología y ecosistemas, biología molecular, ecología microbiana e inmunobiología, máster europeo en estudios urbanos, máster en derecho empresarial europeo e internacional, matemáticas, y otros.
Unos 6900 académicos realizan actividades de investigación y docencia en la universidad. De ellos, aproximadamente 1000 participan activamente en proyectos financiados por terceros. Los principales campos de investigación de la universidad abarcan un amplio espectro de materias: Teología católica y protestante, derecho, ciencias económicas e informática, estudios filológico-culturales y estudios histórico-culturales, ciencias sociales y psicología, ciencias de la vida y ciencias naturales, matemáticas, ciencias del deporte y formación del profesorado.

### Facultades y centros
La Universidad de Viena consta de 15 facultades y 5 centros:
- Facultad de Teología Católica
- Facultad de Teología Protestante
- Facultad de Derecho
- Facultad de Ciencias Económicas, Empresariales y Estadística (no confundir con la Universidad de Ciencias Económicas y Empresariales de Viena)
- Facultad de Informática
- Facultad de Estudios Históricos y Culturales
- Facultad de Estudios Filológicos y Culturales
- Facultad de Filosofía y Educación
- Facultad de Psicología
- Facultad de Ciencias Sociales
- Facultad de Matemáticas
- Facultad de Física
- Facultad de Química
- Facultad de Ciencias de la Tierra, Geografía y Astronomía
- Facultad de Ciencias de la Vida

- Centro de Estudios de Traducción
- Centro de Ciencias del Deporte y Deporte Universitario
- Centro de Biología Molecular
- Centro de Microbiología y Ciencias de los Sistemas Medioambientales
- Centro de Formación del Profesorado

## Valoración académica
La Universidad de Viena es la mejor clasificada en Artes y Humanidades, donde ocupa los puestos 35 y 54 del mundo según las clasificaciones THE y QS respectivamente. Entre las asignaturas destacadas se encuentran Geografía (puesto 28 a nivel mundial en 2013), Lingüística y Filosofía (ambas en el puesto 46 a nivel mundial) y Derecho (puesto 32 a nivel europeo y 73 a nivel mundial). Obtiene una calificación alta en reputación académica y número de estudiantes internacionales, pero baja en cuanto a ratio profesor/estudiante y citas por facultad.

## Académicos destacados
Entre los académicos e investigadores actuales y pasados que han enseñado en la Universidad de Viena se cuentan varios ganadores del Premio Nobel: Robert Bárány (Fisiología y Medicina, 1914), Richard Adolf Zsigmondy (Química, 1925), Julius Wagner-Jauregg (Fisiología y Medicina, 1927), Hans Fischer (Química, 1930), Karl Landsteiner (Fisiología y Medicina, 1930), Erwin Schrödinger (Física, 1933), Victor Franz Hess (Física, 1936), Otto Loewi (Fisiología y Medicina, 1936), Victor Francis Hess (Física, 1936), Richard Kuhn (Química, 1938), Max Perutz (Química, 1962), Karl von Frisch (Fisiología y Medicina, 1973),  Konrad Lorenz (Fisiología y Medicina, 1973), Friedrich von Hayek (Economía, 1974), Elias Canetti (Literatura, 1981), Elfriede Jelinek, 	(Literatura, 2004), Anton Zeilinger (Física, 2022). También entre las personalidades pasadas por la universidad se encuentra Sigmund Freud, médico neurólogo y padre de la teoría psicoanalítica y una de las mayores influencias en el siglo xx. El físico Ludwig Boltzmann fue pionero de la mecánica estadística, autor de la llamada constante de Boltzmann, concepto fundamental de la termodinámica, y de la expresión matemática de la entropía desde el punto de vista de la probabilidad (la relación entre estados macroscópicos y microscópicos).
Por otra parte, la Universidad de Viena es reconocida como la cuna de la escuela austríaca de economía. Los fundadores de esta escuela incluyen a Carl Menger, Eugen Böhm-Bawerk, Friedrich von Wieser, Joseph Schumpeter, Ludwig von Mises, Friedrich Hayek y Christian Andreas Doppler.
Entre las mujeres relacionadas con la Universidad destacan: Gabriele Possanner von Ehrenthal, Christine Touaillon, Hedwig Kenner, Sylvia Bayr-Klimpfinger, Margret Dietrich, Carmen Coronini-Kronberg, Margarete Mecenseffy, Susanne Heine, Ingeborg Gerda Gabriel, Renée Schroeder y Gabriele Moser.

## Antiguos alumnos
Algunos de los  antiguos alumnos más destacados incluyen:Josef Breuer, Elias Canetti, Ivan Cankar, Christian Doppler, Felix Ehrenhaft, Mihai Eminescu,Paul Feyerabend, Heinz Fischer, O. W. Fischer, Iván Frankó, Sigmund Freud, Alcide De Gasperi, Hilda Geiringer, Kurt Gödel, Ernst Gombrich, Theodor Herzl, Hugo von Hofmannsthal, Edmund Husserl, Marie Jahoda, Elfriede Jelinek, Hans Kelsen, Arthur Koestler, Richard Kuhn, Bruno Kreisky, Gustav Mahler, Gregor Mendel, Karl Popper, Otto Preminger, Wilhelm Reich, Arthur Schnitzler, Erwin Schrödinger, Joseph Schumpeter, Wolfgang Schüssel, Kurt Waldheim, Otto Weininger, Stefan Zweig, Ulrico Zuinglio.